# Аз-Заркалі
Абу Ісхак Ібрагім ібн Яхія ан-Наккаш аз-Заркалі ат-Туджібі (араб. إبراهيم بن يحيى الزرقالي), також відомий як Аз-Заркалі або Ібн Заркала (1029—1100) — арабський виробник астрономічних інструментів і астролог із західної частини ісламського світу.
Хоча його ім'я традиційно дається як аз-Заркалі, вірогідно, що правильною формою було аз-Заркаллух. На латині його називали Arzachel або Arsechieles, модифікація форми Arzachel, що означає «гравер». Він жив у Аль-Андалусі (сучасна Іспанія) спочатку в Толедо, потім у Кордові. Його праці надихнули ціле покоління ісламських астрономів в Аль-Андалусі, а пізніше, після перекладу, сильно вплинули на астрономію в Європі. Винайдена їм сафея (форма астролябії) стала дуже популярною й широко використовувалася мореплавцями аж до XVI століття.
На його честь названо кратер Арзахель на Місяці.

## Біографія
Аз-Заркалі, араб за походженням, народився в селі недалеко від Толедо, тодішньої столиці нещодавно створеної провінції Толедська тайфа. Він почав працювати після 1048 року під керівництвом Саїда аль-Андалусі на толедського еміра Аль-Мамуна, а також під керівництвом Аль-Мутаміда із Севільської тайфи. Посівши провідну позицію при Саїді, Аз-Заркалі проводив спостереження Сонця протягом 25 років, починаючи з 1050 року.

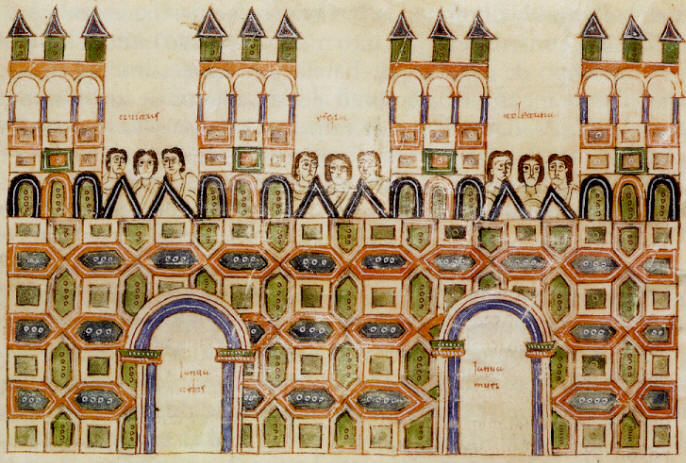
Зображення Алькасара 976 року

Він отримав освіту кузня і через свої навички отримав прізвисько Аль-Некках, «гравер по металах». Його латинізоване ім'я «Арцахель» утворено від арабського al-Zarqali al-Naqqash, що означає «гравер».
Він був особливо талановитим у геометрії та астрономії. Відомо, що він викладав і неодноразово відвідував Кордову, і його великий досвід і знання зрештою зробили його видатним астрономом свого часу. Аз-Заркалі також був винахідником, і його праці допомогли зробити Толедо інтелектуальним центром Аль-Андалуса. Його навіть згадано в роботах англійського поета Чосера під іменем «Arsechieles».
У 1085 році Толедо взяв християнський король Кастилії Альфонсо VI. Аз-Заркалі та його колеги, зокрема Аль-Ваккаші (1017—1095), мусили втекти. Невідомо, чи старий Аз-Заркалі втік до Кордови чи помер у мавританському таборі для біженців.
Його твори вплинули на Ібн Баджджу, Ібн Туфайла, Ібн Рушда, Ібн аль-Каммада та Абу Ісхака аль-Бітруджі.
У XII столітті Герард Кремонський переклав твори аз-Заркалі на латину. Він називав Аз-Заркалі астрономом і магом. Реґіомонтан в XV столітті написав книгу про переваги сахіфи аз-Заркалі. У 1530 році німецький учений Якоб Циглер написав коментар до однієї з праць аз-Заркалі. У своїй «De Revolutionibus Orbium Coelestium» у 1530 році Микола Коперник цитує праці аз-Заркалі та аль-Баттані.

## Наукові результати

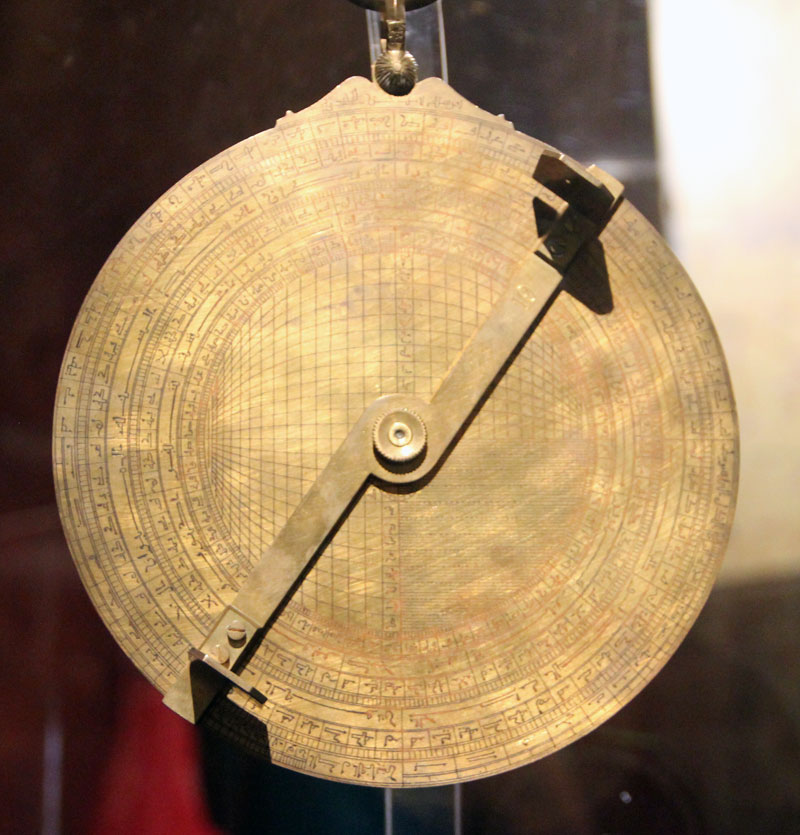
Копія астролябії аз-Заркалі, представлена у вежі Калаорра.

### Інструменти
Аз-Заркалі написав дві роботи про створення інструменту екваторуму для обчислення положення планет за допомогою діаграм моделі Птолемея. Ці твори були перекладені іспанською мовою в XIII столітті за наказом короля Альфонсо X у розділі Libros del Saber de Astronomia під назвою «Libros de las laminas de los vii planetas».
Він також винайшов вдосконалену версію астролябії, названу al-ṣafīḥā al-zarqāliyya, яка стала відома в Європі під назвою сафея.
Існує запис про те, що аз-Заркалі побудував водяний годинник, здатний визначати години дня та ночі та вказувати дні місячного циклу. У книзі Аз-Зухрі «Кітаб аль-Джурафійя», його ім'я вказано як Абу аль-Касім бін Абд аль-Рахман, що також скорочували до аз-Заркалі, і це змусило деяких істориків думати, що це інша особа.

### Теорія
Аз-Заркалі виправив географічні дані Птолемея та Аль-Хорезмі. Зокрема, він виправив оцінку Птолемеєм ширини Середземного моря з 62 градусів до правильного значення у 42 градуси. У своєму трактаті про сонячний рік, який зберігся лише в перекладі на іврит, він вперше продемонстрував рух сонячного апогею відносно нерухомих зір. Він виміряв швидкість його руху в 12,04 кутових секунд на рік, що надзвичайно близько до сучасного значення в 11,77 кутових секунд. Модель руху Сонця Аз-Заркалі, в якій центр сонячного деферента рухався по невеликому колу, що повільно оберталося, щоб відтворити спостережуваний рух сонячного апогею, обговорювалася в тринадцятому столітті Бернаром Верденським, а в п'ятнадцятому столітті Регіомонтаном і Пурбахом. У шістнадцятому столітті Коперник використав цю модель, приведену до геліоцентричної форми, у своїй праці «Про обертання небесних сфер».

### Толедські таблиці
Аз-Заркалі також зробив внесок у знамениті Толедські таблиці, адаптацію попередніх астрономічних даних Аль-Хорезмі та Аль-Баттані, щоб визначити координати Толедо. Його зідж і альманах були перекладені на латинь Герардом Кремонським у XII столітті і сприяли відродженню математичної астрономії в християнській Європі. У XII столітті вони увійшли до Толедських таблицб, а в XIII столітті — до Альфонсових таблиць.
Також він відолмий своєю власною «Книгою таблиць». Альманах аз-Заркалі містив таблиці, які дозволяли знайти дні, з яких починаються коптські, римські, перські та місячні місяці. Також він включав таблиці, які вказували положення планет у будь-який момент часу, й інші таблиці, які полегшували передбачення сонячних і місячних затемнень. Цей укладений ним альманах прямо надавав положення небесних тіл і не потребував подальших обчислень. Робота надала справжнє щоденне положення Сонця протягом чотирьох юліанських років з 1088 по 1092 рік, справжнє положення п'яти планет кожні 5 або 10 днів протягом 8 років для Венери, 79 років для Марса і так далі, а також інші відповідні таблиці.
Розробляючи інструмент для роботи зі складною моделлю Птолемея для планети Меркурій, у якій центр деферента рухається по вторинному епіциклу, аз-Заркалі зазначив, що шлях центру первинного епіциклу не є колом, як це має місце для інших планет. Натомість він приблизно овальний і схожий на форму кедрового горіха. Деякі автори неправильно тлумачать опис аз-Заркалі овальної геоцентричної траєкторії з центром для центру епіциклу планети як передчуття геліоцентричних еліптичних траєкторій планет Йоганна Кеплера. Хоча це може бути перше припущення про те, що конічний переріз може відігравати роль в астрономії, аз-Заркалі не застосовував еліпс до астрономічної теорії, і ні він, ні його іберійські чи магрибські сучасники не використовували еліптичний деферент у своїх астрономічних розрахунках.

## Праці
Найважливіші праці та публікації:
- Аль-Амал бі Ас-Сахіфа аз-Зіджія (Al Amal bi Assahifa Az-Zijia)
- Ат-Тадбір (Attadbir)
- Аль-Мадхаль фі Ільм ан-Нуджум (Al Madkhal fi Ilm Annoujoum)
- Ріссалят фі Тарікат Істікдам ас-Сахіфа аль-Муштарака лі Джаміа аль-Уруд (Rissalat fi Tarikat Istikhdam as-Safiha al-Moushtarakah li Jamiâ al-ouroud)
- Альманах Арзархеля (Almanac Arzarchel)